# دة نو (مقاطعة فيروزآباد)
دة نو (بالفارسية: ده نو) هي قرية تقع في قسم أحمد آباد الريفي في إيران. يقدر عدد سكانها بـ 63 نسمة .